# Reunión del Consejo de la Corona Alemana del 9 de enero de 1917

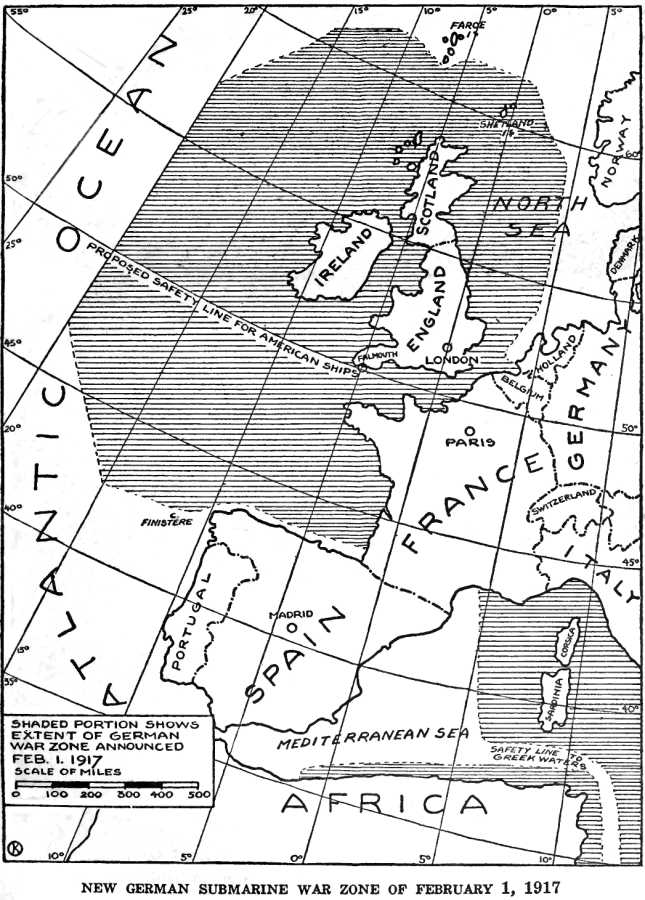
Las áreas de guerra submarina indiscriminada en vigor desde el 1 de febrero de 1917.

La reunión del Consejo de la Corona del 9 de enero de 1917, presidida por el emperador alemán Guillermo II, decidió la reanudación de la guerra submarina indiscriminada por parte de la Marina Imperial alemana durante la Primera Guerra Mundial. La política había sido propuesta por el ejército alemán en 1916, pero el gobierno civil del canciller Theobald von Bethmann Hollweg se opuso, temiendo que alienara a las potencias neutrales, incluido Estados Unidos.
Bethmann Hollweg insistió en que la decisión final recaía en Guillermo y se celebró la reunión del Consejo de la Corona para discutir el asunto. Los militares, dirigidos por el jefe del Estado Mayor del Almirantazgo Imperial Alemán Henning von Holtzendorff y el jefe del Estado Mayor General alemán Paul von Hindenburg, abogaron a favor de la política. Argumentaron que el mayor volumen de envío que podría hundirse bajo la política sacaría a Gran Bretaña de la guerra y que cualquier reacción adversa de los Estados Unidos sería discutible. La política se anunció a los Estados Unidos el 31 de enero de 1917 y comenzó al día siguiente. Aunque los hundimientos aumentaron inicialmente, el cambio de Gran Bretaña a un sistema de convoyes redujo la eficacia de la política. Fue una de las razones de la declaración de guerra de Estados Unidos a Alemania el 6 de abril de 1917.

## Trasfondo

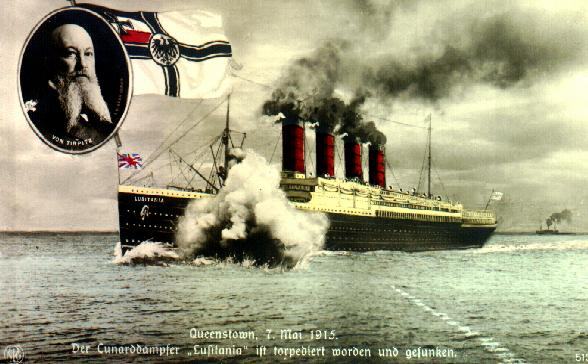
Una representación alemana contemporánea del hundimiento del RMS Lusitania durante la primera campaña de guerra submarina indiscriminada.

Alemania, como parte de las Potencias Centrales, había estado en guerra con Gran Bretaña y los demás aliados desde 1914. La marina mercante fue vital para el esfuerzo de guerra de los Aliados, transportando material a través del Atlántico a Gran Bretaña y Francia. Desde el 4 de febrero de 1915, Alemania había implementado una guerra submarina indiscriminada, en la que los barcos mercantes podían ser hundidos por U-Boote sin previo aviso. La campaña se abandonó el 1 de septiembre de 1915 tras las protestas estadounidenses tras el hundimiento de los transatlánticos Lusitania y Arabic, en los que murieron varios ciudadanos estadounidenses.
Para 1916 no había habido ningún avance importante en la guerra en tierra o mar y los militares presentaron argumentos para reanudar la guerra submarina indiscriminada. A esto se opuso el gobierno civil del canciller Theobald von Bethmann Hollweg, apoyado por el vicecanciller Karl Helfferich y el secretario de Relaciones Exteriores Gottlieb von Jagow, sobre la base de que volvería a las potencias neutrales restantes contra Alemania. En una reunión con figuras militares en Schloss Pleß, un palacio en Silesia utilizado por el emperador alemán Guillermo II, el 29 de diciembre, Bethmann Hollweg y Helfferich expresaron nuevamente las preocupaciones del gobierno sobre la política, pero afirmaron que la decisión final debe recaer en Guillermo. Se planeó una reunión del Consejo de la Corona Alemana para discutir el asunto para el 9 de enero de 1917.
El consejo de la corona (en alemán: Kronrat) era una forma de consejo privado que asesoraba al emperador alemán en asuntos de estado. Eran relativamente raros en la era anterior a la guerra y, a veces, no se llevaban a cabo durante años. A ellos asistieron el Emperador, los príncipes reales, los ministros del gobierno, los generales de alto rango y los jefes de las casas militares y navales del Emperador. El Consejo de la Corona se había reunido el 29 de julio de 1914 para decidir convertir la Crisis de julio en una guerra. Había sido un Consejo de la Corona del 31 de mayo de 1915 el que había puesto fin a la primera fase de la guerra submarina indiscriminada, uno en Potsdam el 21 de diciembre había decidido sobre la Ofensiva de Verdún y otro en marzo de 1916 había permitido a los comandantes de submarinos atacar a los buques mercantes aliados sin advertencia, respetando los transatlánticos de pasajeros y los buques neutrales.

## Reunión

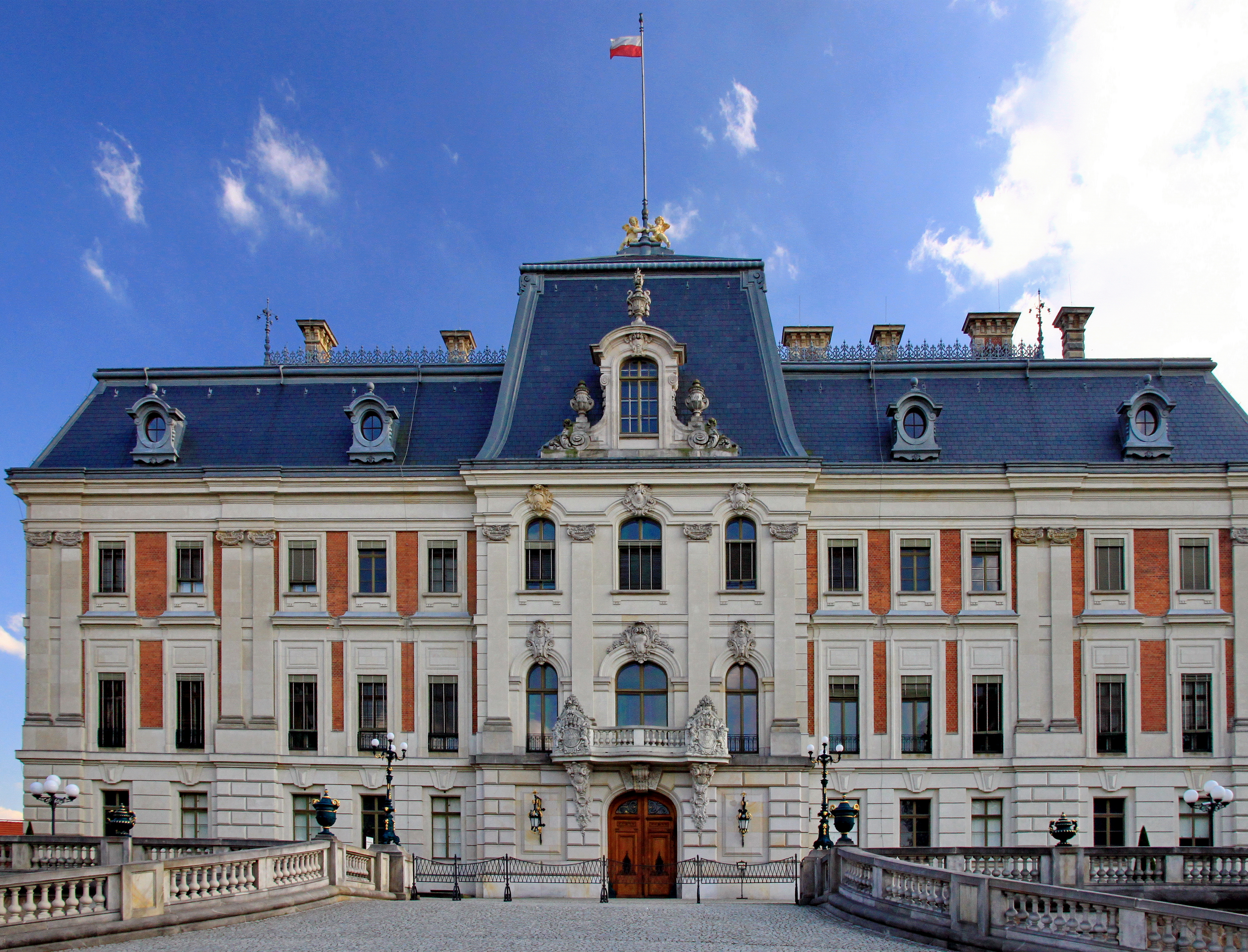
El Schloss Pleß, que ahora es el castillo de Pszczyna en Polonia.

Altos cargos del ejército y la marina alemanes se reunieron el 8 de enero para confirmar su acuerdo de que intentarían persuadir a Guillermo para que implementara una guerra submarina indiscriminada al día siguiente. El 9 de enero, antes de la sesión del Consejo de la Corona, Bethmann Hollweg se reunió con Paul von Hindenburg, jefe del Estado Mayor General alemán, y Erich Ludendorff, el primer intendente general, los jefes efectivos del ejército alemán, para discutir la política. Bethmann Hollweg habló con ellos durante aproximadamente una hora para exponer su argumento de que la política no debería implementarse, pero no logró hacerlos cambiar de opinión.
El Consejo de la Corona comenzó a las 18.00 horas y fue presidido por Guillermo. Asistieron Bethmann Hollweg; Hindenburg; Ludendorff; el jefe del Gabinete Naval Imperial Alemán, Georg Alexander von Müller; el jefe del Estado Mayor del Almirantazgo Imperial Alemán, Henning von Holtzendorff; el jefe del gabinete civil, Rudolf von Valentini; y el jefe del gabinete militar, Moriz von Lyncker. El grupo estaba de pie alrededor de una mesa grande, en la que se apoyaba Guillermo.
Hindenburg y Holtzendorff hablaron a favor de la política. Bethmann Hollweg se pronunció en contra afirmando que «debemos contar, sin embargo, con la entrada de Estados Unidos en la guerra, su ayuda consistirá en la entrega de alimentos a Inglaterra, asistencia financiera, el suministro de aviones y una fuerza de voluntarios». A esto Hindenburg replicó que «ya estamos preparados para lidiar con eso. Las posibilidades de las operaciones submarinas son más favorables de lo que probablemente volverán a ser. Podemos y debemos comenzarlas». También consideró que su ejército podría lidiar con cualquier declaración de guerra por parte de Dinamarca neutral o los Países Bajos como resultado de la política y descartó la sugerencia de Bethmann Hollweg de que Suiza, neutral durante mucho tiempo, podría unirse a la guerra.
Von Holtzendorff declaró que su personal consideraba que los submarinos podrían hundir alrededor de 600.000 toneladas de envíos aliados al mes si se aplicaba la política. Pensó que esto «pondría a Gran Bretaña de rodillas en cinco meses». El consejo del ejército y la marina fue que la guerra submarina indiscriminada eliminaría a Gran Bretaña de la guerra dentro de 4 a 6 meses, lo que haría que cualquier impacto de la unión de Estados Unidos a la guerra fuera discutible. Guillermo citó un artículo de periódico de un industrial alemán que apoyaba la guerra submarina indiscriminada.
En general, Guillermo simpatizaba con Bethmann Hollweg, que sufría un resfriado, pero en un momento se impacientó y dijo «por Dios, este hombre todavía tiene escrúpulos». Guillermo declaró que estaba persuadido por los argumentos a favor de la guerra submarina indiscriminada y que se adoptaría la política. Dijo en el consejo que si Estados Unidos declaraba la guerra debido a la política, entonces sería «mucho mejor», aunque señaló que se podrían tomar medidas para evitar el hundimiento de los transatlánticos estadounidenses bajo la política. No se implementaron tales medidas. Una vez que Guillermo se decidió, Bethmann Hollweg declaró que no estaba de acuerdo pero que ya no se opondría a las medidas. Müller señaló que la posición de Bethmann Hollweg era «no tanto de aprobación como de aceptación de los hechos». Cuando se retiró a dormir, Bethmann Hollweg advirtió a Müller que la decisión podría llevar a que Alemania tuviera que llegar a términos de paz de un nivel «extremadamente modesto».
Müller, un confidente cercano de Guillermo, dijo más tarde que pensaba que el káiser se había decidido a adoptar la guerra submarina indiscriminada la noche anterior al consejo que había pasado leyendo un memorando preparado por Holtzendorff. Se cree que un factor en la decisión fue la amenaza de renuncia de Hindenburg y Ludendorff si no se adoptaba la política. Bethmann Hollweg consideró renunciar por la decisión del Consejo de la Corona, pero decidió permanecer como un bastión contra nuevas demandas de los militares y con la esperanza de trabajar para mantener la neutralidad de Estados Unidos.
El aliado de Alemania, Austria-Hungría, no fue informado de la decisión de reintroducir la guerra submarina indiscriminada hasta el 20 de enero, cuando Holtzendorff y el secretario de Asuntos Exteriores alemán, Arthur Zimmermann, se reunieron con el emperador Carlos I y altos políticos austriacos en Viena. En su propia reunión del Consejo de la Corona del 22 de enero, los austriacos acordaron unirse a la campaña de guerra submarina indiscriminada; su apoyo con submarinos y bases navales fue vital para la campaña en el Mediterráneo. Muchos políticos austriacos consideraron que, aunque enmarcada como una solicitud, los alemanes no les dejaron más remedio que apoyar la medida. El acuerdo formal se hizo entre Guillermo II y Carlos I en Berlín el 26 de enero.

## Eventos posteriores
Después del consejo, el embajador alemán en Washington notificó formalmente al gobierno de Estados Unidos el 31 de enero que se implementaría una guerra submarina indiscriminada en las aguas adyacentes a las islas británicas, el mar dentro de las 400 millas náuticas (740,8 km) de la costa occidental francesa y todo el mar Mediterráneo, excepto las aguas costeras españolas y 20 millas náuticas (37,0 km) de carril previsto para el transporte marítimo griego. Todos los barcos aliados o neutrales en estas zonas podrían ser hundidos por submarinos sin previo aviso. La razón aducida para la adopción de la política fue el rechazo por parte de los Aliados de una propuesta de paz anunciada por Alemania en diciembre de 1916, aunque es dudoso que el gobierno alemán considerara seriamente que los Aliados aceptarían la oferta en primer lugar.
En respuesta a la adopción de la guerra submarina indiscriminada, Estados Unidos rompió todas las relaciones diplomáticas con Alemania a partir del 3 de febrero. Las zonas se ampliaron durante los meses siguientes y finalmente incluyeron el Mar de Barents y la mayor parte del Atlántico Norte. La política fue uno de los factores que influyeron en el gobierno de los Estados Unidos para declarar la guerra a Alemania el 6 de abril. La política aumentó la cantidad de barcos hundidos por submarinos a 500.000 toneladas en febrero de 1916, 600.000 toneladas en marzo y 870.000 toneladas en abril. Este fue un problema para los británicos, pero su adopción del sistema de convoyes redujo los hundimientos a una cantidad manejable. La oposición de Bethmann Hollweg a la guerra submarina indiscriminada fue una de las razones de su destitución como canciller en julio de 1917. Después de esto, Alemania se movió hacia un gobierno más militarista.